# Aegisthidae
Aegisthidae é uma família de crustáceos da ordem Harpacticoida.